# Tucker Lake
Tucker Lake är en sjö i Kanada.   Den ligger i provinsen Alberta, i den centrala delen av landet, 2 700 km väster om huvudstaden Ottawa. Tucker Lake ligger 550 meter över havet. Arean är 9,9 kvadratkilometer. Den sträcker sig 4,4 kilometer i nord-sydlig riktning, och 8,0 kilometer i öst-västlig riktning.
Trakten runt Tucker Lake består till största delen av jordbruksmark. Trakten runt Tucker Lake är nära nog obefolkad, med mindre än två invånare per kvadratkilometer.